# JR (cantante)
Kim Jong-hyeon (hangul: 김종현; Gangneung, Gangwon, 8 de junio de 1995), más conocido por su nombre artístico JR, es un cantante, actor y rapero surcoreano, conocido por haber sido exmiembro y líder del grupo masculino surcoreano NU'EST. Luego de la expiración de su contrato con Pledis, Kim firmó un contrato exclusivo como solista y actor bajo Evermore Entertainment, debutando con el lanzamiento de su primera obra extendida Meridiem el 8 de noviembre de 2022.

## Carrera

### Pre-debut
La primera aparición de JR fue a través del video musical "Bangkok City" de Orange Caramel, y se presentó por primera vez al público en el show Hello Counselor de Kahi junto con Baekho. Apareció en la canción solista de Uee "Sok Sok Sok". JR también se desempeñó como bailarines de respaldo de After School Blue para el video musical "Wonder Boy" y las actuaciones en vivo junto con los miembros de NU'EST y Seventeen's S.Coups.
En diciembre de 2011, JR y los otros aprendices de Pledis apodados como After School Boys se presentaron junto con After School en SBS Gayo Daejeon.

### 2012-2022: NU'EST
El 15 de marzo de 2012, JR debutó como el rapero principal, bailarín principal y líder del grupo de chicos de Corea del Sur NU'EST.
JR participó en la serie de televisión de realidad Produce 101 Season 2 durante la primera mitad de 2017 y JR se ubicó en el puesto 14. Tras la conclusión de Produce 101 Season 2, JR se convirtió en un modelo para la compañía de cosméticos Labiotte. También se unió al programa de variedades JTBC Night Goblin como miembro del reparto fijo y al programa de música de tvN Shadow Singer  [ ko ] como juez.
El 27 de junio de 2018, JR fue confirmado como miembro del nuevo reality show romántico Love Matcher  [ ko ] de Mnet. Se unirá al elenco lleno de celebridades junto a otros cuatro, incluyendo a Shin Dong-yup y Hong Seok-cheon.
En 2019, Kim se convirtió en embajadora de la marca de belleza Origins  para Corea del Sur. El 13 de abril de 2020 renovó su contrato con la marca. 
En abril de 2021, Kim interpretó el papel de Lee Shin en el drama musical de SBS Let Me Be Your Knight.  En el mismo mes, se convirtió en el presentador principal del programa de audio de Naver NOW "Royal Comics".
El 28 de febrero de 2022 se anunció que el contrato exclusivo de NU'EST con Pledis Entertainment expirará el 14 de marzo de 2022 y Kim (junto con los miembros Aron y Ren ) dejarán la agencia, concluyendo así su carrera de 10 años como grupo.

### 2022: Debut en solitario
En mayo de 2022, Kim firmó un contrato con Evermore Entertainment como solista y actor. 
En junio de 2022, Kim realizó su primera reunión de fans, ¡Hola! (하이!) el 2 de julio de 2022 en el Jamsil Student Gymnasium.  Después del evento, Kim también realizó una sesión de alto contacto con una audiencia de aproximadamente 3500 personas.
En septiembre de 2022 se anunció que JR debutará con su primer disco en solitario. Está previsto que se estrene en noviembre.  En octubre de 2022, se anunció que Kim lanzaría su primer mini álbum "Meridiem" el 8 de noviembre.  El 31 de octubre, la agencia anunció que el calendario de lanzamiento del álbum se pospuso. Se anunciará una nueva fecha en una fecha posterior debido al evento multitudinario de Halloween en Seúl. 

## Discografía
| Título                     | Año  | Posición | Álbum            |
| Título                     | Año  | KOR      | Álbum            |
| -------------------------- | ---- | -------- | ---------------- |
| Sok Sok Sok (Uee feat. JR) | 2011 | 64       | Single sin álbum |

## Filmografía
| Año  | Título                | Título original    | Rol      |
| ---- | --------------------- | ------------------ | -------- |
| 2016 | Their Distance        | 知らない、ふたり   | Ji-woo   |
| 2021 | Let me be your knight | 너의 밤이 되어줄게 | Lee Shin |